# Cueva del Hierro
Cueva del Hierro és un municipi de la província de Conca, a la comunitat autònoma de Castella-La Manxa.

## Descripció del poble
Està situat a la comarca de la Serranía de Cuenca, a l'extrem septentrional conegut com a Sierra Alta de Cuenca, a 87 quilòmetres de la capital de província. L'origen històric és incert però degut a l'important jaciment de mineral de ferro que s'hi localitza, sens dubte el jaciment més important de la província de Cuenca que donà nom a la població.
El terme municipal és molt muntanyós, amb forts desnivells, sobretot cap a l'est on s'obre la vall del riu Tajo. Està ubicat a força alçada: 1.334 m. per la població i 1.543 m. per al Cerro Juez, punt més alt del terme municipal i també de la comarca. Aquí neix el riu Guadiela, el principal afluent del tram superior del riu Tajo.
Pel que fa al medi natural s'hi pot veure el Passeig Botànic d'El Arroyo Nogueruela. El passeig està ubicat als marges d'aquest torrent de muntanya que és afluent del riu Guadiela. En aquest paratge i amb una llargada d'uns tres quilòmetres, s'hi poden observar espècies vegetals comunes en aquestes muntantes com el boix, el teix, el pi, l'alzina, el ginebró… fins a cinquanta espècies diferents catalogades. Totes amb les seves fitxes tècniques amb les dades d'ubicació geogràfica, característiques, usos terapèutics, etc. Passeig que es pot complementar amb la visita a l'Aula de Natura.

## Mina Romana i Centre d'Interpretació de la Mineria

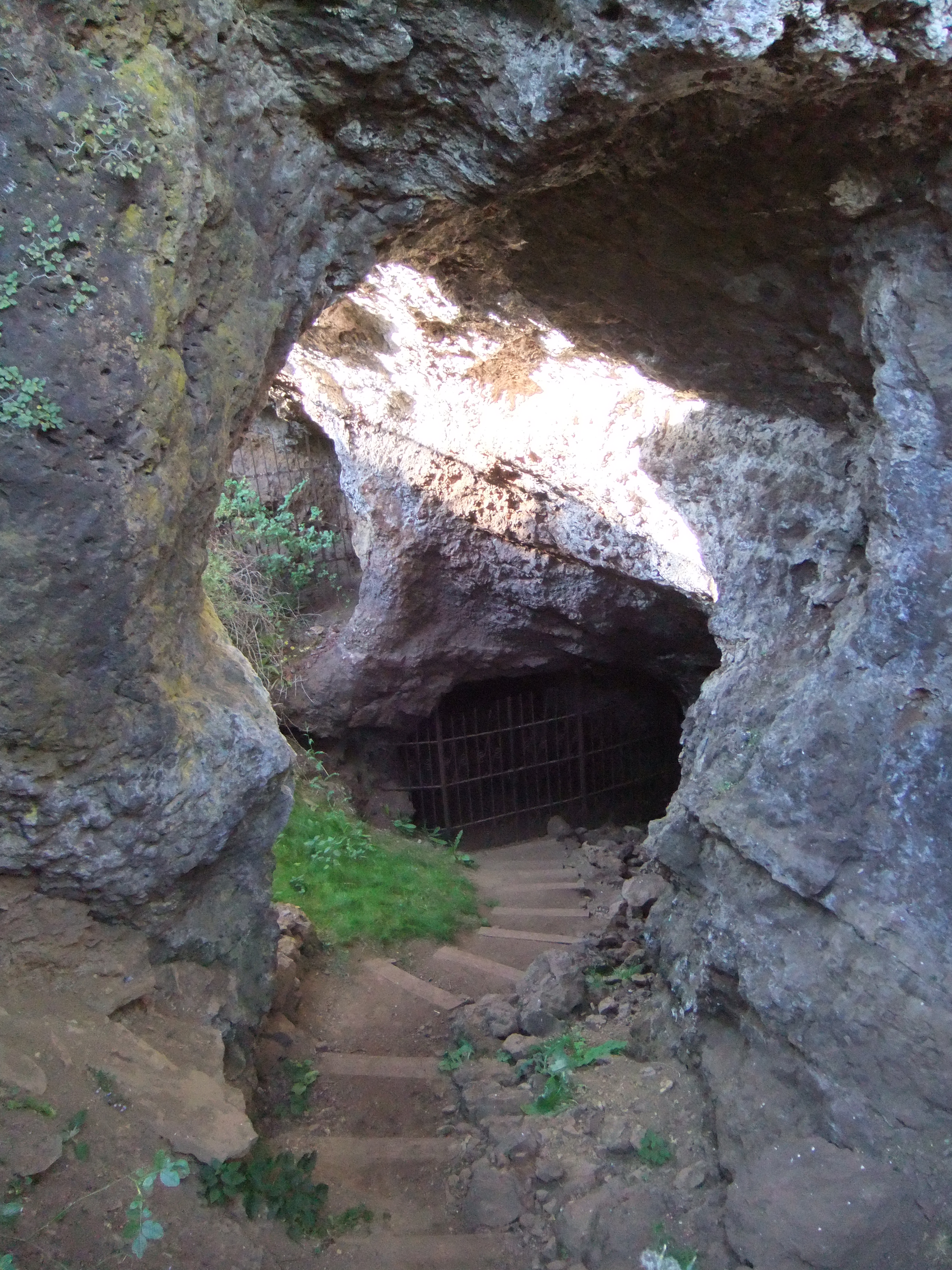
Entrada a la mina romana de Cueva del Hierro (Cuenca)

L'explotació del mineral de ferro d'aquesta població és d'origen preromà. S'ha pogut documentar arqueològicament des de la segona edat del ferro per part dels celtibers. Però l'època de més moviment fou durant l'ocupació romana quan utilitzaren el mineral per fabricar armament i eines. En aquesta comarca hi ha assentaments romans importants com els de Priego, Cañizares, Alcantud i Beteta. Així mateix s'han pogut localitzar restes de vies romanes que servien per poder explotar aquests recursos miners. L'explotació continuà fins a mitjan segle xx quan tancà definitivament.
Es poden visitar l'interior de les galeries de la mina de ferro, que s'estenen per més de cinc quilòmetres de túnels dels quals només se'n visita una part. Sempre les visites són guiades i hi ha dues modalitats de visita, la normal que dura més d'una hora i la vista d'aventura que requereix agilitat per poder passar per les zones més complicades de la mina.
El Centre d'Interpretació de la Mineria és un espai expositiu que complementa la visita a la mina. S'hi expliquen els diferents minerals de ferro més comuns, la història de l'explotació i l'evolució de les tècniques extractives o els diferents sistemes d'il·luminació. Finalment hi ha un audiovisual que complementa la visita.

## Demografia
| 1991 | 1996 | 2001 | 2004 |
| ---- | ---- | ---- | ---- |
| 45   | 45   | 51   | 50   |